# Винификатор
Винификатор — резервуар для производства экстрактивных вин путём настаивания или сбраживания на мезге. Винификаторы разделяют на горизонтальные и вертикальные. При оснащении вертикального оборудования появляется возможность разгрузки, трубки контроля уровня, кран для снятия проб, верхний кран. Исходя из целей и требований производства, выпускают винификаторы разных объемов, и с нужным диапазоном характеристик.
Часто в винификатор происходит также отделение части сусла или сброженных виноматериалов. Состоит из вертикальной емкости объемом 20-70 м3, имеющей устройства для нагрева и охлаждения, загрузки и разгрузки, перемешивания и отделения сусла. Некоторые винификаторы имеют также насос и систему для рециркуляции сусла или бродящего виноматериала. Винификаторы включаются в поточные линии переработки винограда, поэтому их производительность (объем) должна соответствовать производительности линий.
Цикл работы винификатора состоит из загрузки, добавления 10% дрожжевой разводки, брожения (настоя), рециркуляции сусла, отделения сусла, разгрузки. Существует два типа винификаторов:
1. Горизонтальные винификаторы используют для производства красных вин, то есть для настаивания цвета и аромата вина. В горизонтальных винификаторах дно конусообразной формы.
2. Вертикальные винификаторы используют для создания вина, а также в других областях пищевого производства, как емкость из нержавеющей стали с плоским дном для длительного хранения жидкости. В вертикальных винификаторах дно имеет срезанную конусную форму.

Создание винификатора с выбранной формой определяется рецептурой приготовления вина и направлено на легкое и быстрое отделение мезги от виноматериала.
Для брожения характерны использование диких дрожжей из поверхности ягод, поэтому, чтобы автоматизировать процесс, в винодельческой отрасли используют винификаторы. Под которыми понимают специальные емкости из нержавеющей стали, в которых виноградное сусло настаивается на твердых частицах (мезге), и происходит экстракция красящих и ароматических веществ, которые придают напитку особый вкус, аромат и цвет.
Также, винификаторы создают определенную систему орошения, которая позволяет обеспечить интенсивную мацерацию и насыщение вина красящими и ароматическими компонентами.

## Технология производства
Горизонтальный винификатор вращается вокруг оси, и образует движение лопасти. Смешивая сырье для вина, эти лопасти гарантируют постоянный контакт сусла и твердых частиц, что позволяет циклу экстрагирования сократится почти вдвое. Далее сусло с использованием насоса снабжается в верхнюю часть ферментатора в вертикальном положении и разбрызгивается по всех поверхности.
Вертикальный винификатор существует для того, чтобы обеспечить настаивание сусла и экстракцию красящих и ароматических веществ, а именно:
- для производства красных вин, при котором мацерация достаточно длительная и наблюдается во время алкогольного брожения,
- для краткосрочной выдержки белых вин, при котором мацерация осуществляется гораздо раньше процесса алкогольного брожения и длится гораздо меньше.

Устройства имеют различную конструкцию: плоские, конусные, конусообразное днище со срезанным концом, и использованием системой орошения, когда сусло подается на шапку мезги из нижней части через разбрызгивающую установку.
Также горизонтальный винификатор находится на станине, имеет цилиндр с коническим днищем, лопасти, автоматизированную систему контроля и терморегуляции. Резервуар имеет свойство периодически вращаться, благодаря чему дает движение внутренним винтам, которые перемешивают само сусло.